# Francine Benoît
Francine Benoît (Périgueux, 30 de julio de 1894 – 27 de enero de 1990), nacida como Francine Germaine Van Gool Benoît, fue una música, profesora, compositora, directora de orquesta y crítica musical franco-portuguesa. Desempeñó un papel activo en organizaciones feministas portuguesas y se opuso a la dictadura del Estado Nuevo, que gobernó entre 1933 y 1974. Nacida en Francia, vivió la mayor parte de su vida en Portugal y se naturalizó ciudadana portuguesa en 1929.

## Trayectoria
Francine Germaine Van Gool Benoît nació en Périgueux, en el departamento francés de Dordoña, el 30 de julio de 1894, de una madre belga y padre francés. Su padre era ingeniero y ya había llevado a su familia a Argelia, Bélgica, Suiza y España por motivos de trabajo, cuando llegaron a Portugal en 1906. Se instalaron en Setúbal, donde su padre trabajaba montando máquinas para una fábrica de conservas de pescado. Su madre le enseñó piano y también recibió lecciones privadas, antes de estudiar piano en la Academia de Amadores de Música de Lisboa. Posteriormente se graduó con distinción en piano y armonía en el Conservatorio Nacional de Lisboa, donde fue alumna de Alexandre Rey Colaço. Benoît luego regresó a Francia para estudiar composición con Vincent d'Indy en la Schola Cantorum de París entre 1917 y 1918.
A su vuelta a Portugal, María Rey Colaço la invitó a dirigir la Sociedad Coral de Lisboa (Canto Coral de Lisboa). Este fue el primero de muchos grupos corales que dirigió Benoît. Para mantenerse a sí misma y a su madre tras la muerte de su padre en 1914, también trabajó como pianista en el cine Olympia de Lisboa, acompañando películas mudas. De 1920 a 1931 enseñó en la Escola Oficina n.º1 de Lisboa. Esta escuela siguió un enfoque diferente de enseñanza que apuntaba a la preparación multidisciplinaria de los estudiantes y el desarrollo de su espíritu crítico. El director fue César Porto. Su hija Manuela Porto, que también se convirtió en una destacada feminista, asistió a esta escuela cuando Benoît enseñaba allí.
Benoît obtuvo la nacionalidad portuguesa en 1929. En 1932 ganó un concurso abierto para el puesto de profesora de solfeo en el Conservatorio Nacional. Sin embargo, su solicitud y todo el concurso fueron anulados, alegando que Benoît no tenía la nacionalidad portuguesa desde hacía cinco años, aunque no se mencionaba nada de eso en las bases que indicara que esto fuera un requisito. Posteriormente, el puesto se volvió a publicar y el plazo para tomar la decisión se cumplía dos meses antes de que Benoît alcanzara los cinco años requeridos. Creía que sus dificultades se debían a razones políticas, ya que no compartía las opiniones políticas del derechista Estado Novo, que había llegado al poder en 1926. Desde 1933 trabajó con el Partido Comunista Portugués y fue una de las primeras miembros de la Associação Feminina Portuguesa para a Paz (Asociación de Mujeres Portuguesas por la Paz), dirigiendo el coro de niños de la AFPP y dando una charla en una conferencia de la AFPP sobre el tema " música moderna". El coro se formó en 1947 y estaba integrado por los hijos de sus miembros. Ensayaban los domingos por la mañana y actuaban en fiestas organizadas por la asociación.
Ante su decepción por no lograr un puesto en el Conservatorio, obtuvo un Diploma que le permitía impartir solfeo, piano, composición, acústica e historia de la música, preparando a los estudiantes para postularse al Conservatorio. Cuando falleció el director de la Academia de Amadores de Música, fue invitada a reemplazarlo como directora artística pero nuevamente se le impidió hacerlo por razones políticas. Sin embargo, logró obtener puestos de profesora en una amplia variedad de escuelas y colegios, y dio lecciones privadas hasta los últimos días de su vida. Entre sus alumnos se encontraban la pianista Maria João Pires y el compositor Emmanuel Nunes. Las conferencias que impartió abordaron una amplia gama de temas, incluidas biografías de compositores y otros aspectos de la historia de la música. Su primera conferencia pública, en 1919, se tituló "El canto gregoriano y las formas que dio origen". También retransmitió programas de radio.

## Crítica musical y composición
En la década de 1920, Benoît también se embarcó en una carrera de crítica musical. Publicó por primera vez en la revista anarcosindicalista A Batalha, y después, en 1926, en el diario A Informação. Ese mismo año inició una colaboración con el vespertino Diário de Lisboa, que duró cuarenta años. También escribió para el Jornal-Magazine da Mulher (Revista de noticias femeninas), publicada por la feminista luso-angolana Lília da Fonseca, y para la revista Os Nossos Filhos (Nuestros hijos), publicada por Maria Lúcia Vassalo Namorado. En total, escribió para más de 25 publicaciones. También fue una prolífica compositora. El piano predominó en todas sus composiciones, ya sea como instrumento solista o como acompañamiento de voz. Muchas de sus composiciones eran modernas, en algunos casos cercanas a lo atonal, pero también compuso música para niños basándose en inspiraciones más tradicionales, como las canciones de Mozart y Beethoven. En 1942, fue una de las fundadoras, junto con el director y compositor Fernando Lopes Graça y Maria da Graça Amado da Cunha, entre otros, de la Sociedad Sonata, que ofrecía conciertos públicos de música contemporánea. El mismo grupo fundó la revista Gazeta Musical en 1950.
Benoît se unió al Movimiento de Unidad Democrática, fundado en 1945 como una organización que agrupaba a los opositores al Estado Nuevo, pero fue cerrado en 1948, probablemente porque quedó dominado por el Partido Comunista. En 1948 trabajó con el nuevo Grupo Dramático Lisbonense, un grupo amateur dirigido por Manuela Porto que estaba formado en gran parte por miembros de un coro de la MUD que había sido formado por Fernando Lopes-Graça en 1945. A finales de la década de 1960, se unió al Movimiento Democrático de Mujeres (Movimento Democrático de Mulheres – MDM), fundado en 1968 para protestar contra las guerras en curso en las colonias de Portugal, que posteriormente se convirtió en una organización en defensa de los derechos de las mujeres, haciendo campaña por la igualdad salarial, acceso de las mujeres a todas las profesiones, ampliación de la baja por maternidad, prestación de atención materna gratuita en los hospitales y, más tarde, campaña por la despenalización del aborto. En 1970, durante el Primer Congreso del Movimiento Democrático de Mujeres, Benoît fue elegida miembro de su Consejo Nacional.
Según Helena Lopes Braga, Benoît era lesbiana. Esto hizo que su vida en un país conservador como Portugal fuera muy difícil, siendo condenada tanto por parte de los compañeros comunistas como de la sociedad en general. Su relación más cercana fue con Gabriela Monjardino Gomes. Ante la dificultad que enfrentaban las mujeres que buscaban llevar una vida independiente, Gomes, a pesar de su orientación sexual, se casó con Vitorino Nemésio, con quien tuvo cuatro hijos. Benoît también tuvo una relación con Maria Albina Cochofel y la autora infantil Madalena Gomes.
Benoît murió el 27 de enero de 1990. 

## Legado y reconocimientos
Se le concedió póstumamente la Orden de la Libertad portuguesa. Su nombre se ha dado a varias calles y plazas de Portugal. Su patrimonio literario y musical se dividió entre la Biblioteca Nacional de Portugal, la Academia dos Amadores de Música y el Departamento de Ciencias Musicales de la Facultad de Ciencias Sociales y Humanas de la Universidad Nueva de Lisboa.